# 후후이중
호혜중(중국어: 胡慧中, 한자음: 호혜중, 1958년 5월 4일 ~ )은 중화민국의 배우, 가수이다. 타이베이시에서 태어났다.

## 영화
- 욱일경뢰 (1997년)
- 태극권 2 (1996년)
- 중경담판 (1994년)
- 패왕쌍교 (1994년)
- 화종 (1993년)
- 천사군단 (1993년)
- 용묘소수 (1992년)
- 패도종횡 (1992년)
- 결전기병 (1992년)
- 승자위왕 (1992년)
- 쌍도여걸 (1992년)
- 야망의 대륙 (1992년)
- 방세옥 (1992년) - 소환 역
- 노화광분 (1992년)
- 노화위룡 (1991년)
- 귀마쌍웅 (1991년)
- 월청 (1991년)
- 경천여장 (1991년)
- 용혈미정 (1991년)
- 오복성 2 (1991년)
- 귀호 (1991년)
- 여도신 (1991년)
- 무림쌍걸 (1991년)
- 마환자수정 (1990년)
- 액션 진기명기 (1990년) - 본인 역
- 패왕사갑 (1990년)
- 횡충직당화봉황 (1990년)
- 패왕화 (1990년)
- 땡큐 마담 3 (1990년)
- 경시종횡 (1990년)
- 살출군영 (1990년)
- 땡큐 마담 2 (1990년)
- 엽마군영 (1989년)
- 사랑과 우정 (1988년)
- 땡큐 마담 (1988년)
- 양귀자 (1987년)
- 미스터 부 8 - 귀신 잡는 주고력 (1986년)
- 영웅무언 (1986년)
- 교두발위 (1985년)
- 칠복성 (1985년) - 미스 호 / 바화 역
- 복성고조 (1985년) - 패왕화 역
- 남녀방정식 (1984년)
- 풍수이십년 (1983년)
- 전기인물 (1981년)
- 북경의 붉은 물결 (1981년)